# Łowinia
Łowinia – wieś sołecka w Polsce położona w województwie świętokrzyskim, w powiecie jędrzejowskim, w gminie Sędziszów.
| SIMC    | Nazwa   | Rodzaj  |
| ------- | ------- | ------- |
| 0267105 | Kucaków | kolonia |

W latach 1975–1998 miejscowość administracyjnie należała do województwa kieleckiego.

## Historia
W wieku XIX Łowinia opisana została jako wieś i folwark, w powiecie jędrzejowskim, gminie Nagłowice, parafii Sędziszów. 
Rozległość folwarczna wynosiła mórg 807, budynków murowanych było 11, z drzewa 12, płodozmian 9 i 10.-polowy. We wsi młyn wodny, w okolicy pokłady torfu.

## Zabytki
Dwór z 1875 r. z parkiem z 4 ćw. XIX w., wpisane do rejestru zabytków nieruchomych (nr rej.: A.135/1-2 z 18.06.1977).